# Siergiej Jung
Siergiej Jung, ros. Сергей Юнг (ur. 10 sierpnia 1955) – rosyjski lekkoatleta specjalizujący się w chodzie sportowym. W czasie swojej kariery reprezentował Związek Socjalistycznych Republik Radzieckich.
W 1983 r. zdobył tytuł mistrza ZSRR w chodzie na dystansie 50 kilometrów oraz odniósł największy w swojej karierze sukces, zdobywając w Helsinkach brązowy medal mistrzostw świata na tym samym dystansie (z czasem 3:49:03; za Ronaldem Weigelem i Josepem Marínem). Również w 1983 r. zajął 2. miejsce w rozegranym w Bergen pucharze świata w chodzie na 50 kilometrów (z czasem 3:48:26; za Raúlem Gonzálezem).
Rekord życiowy w chodzie na 50 kilometrów – 3:47:16 – Moskwa 03/07/1982